# Blake Lewis

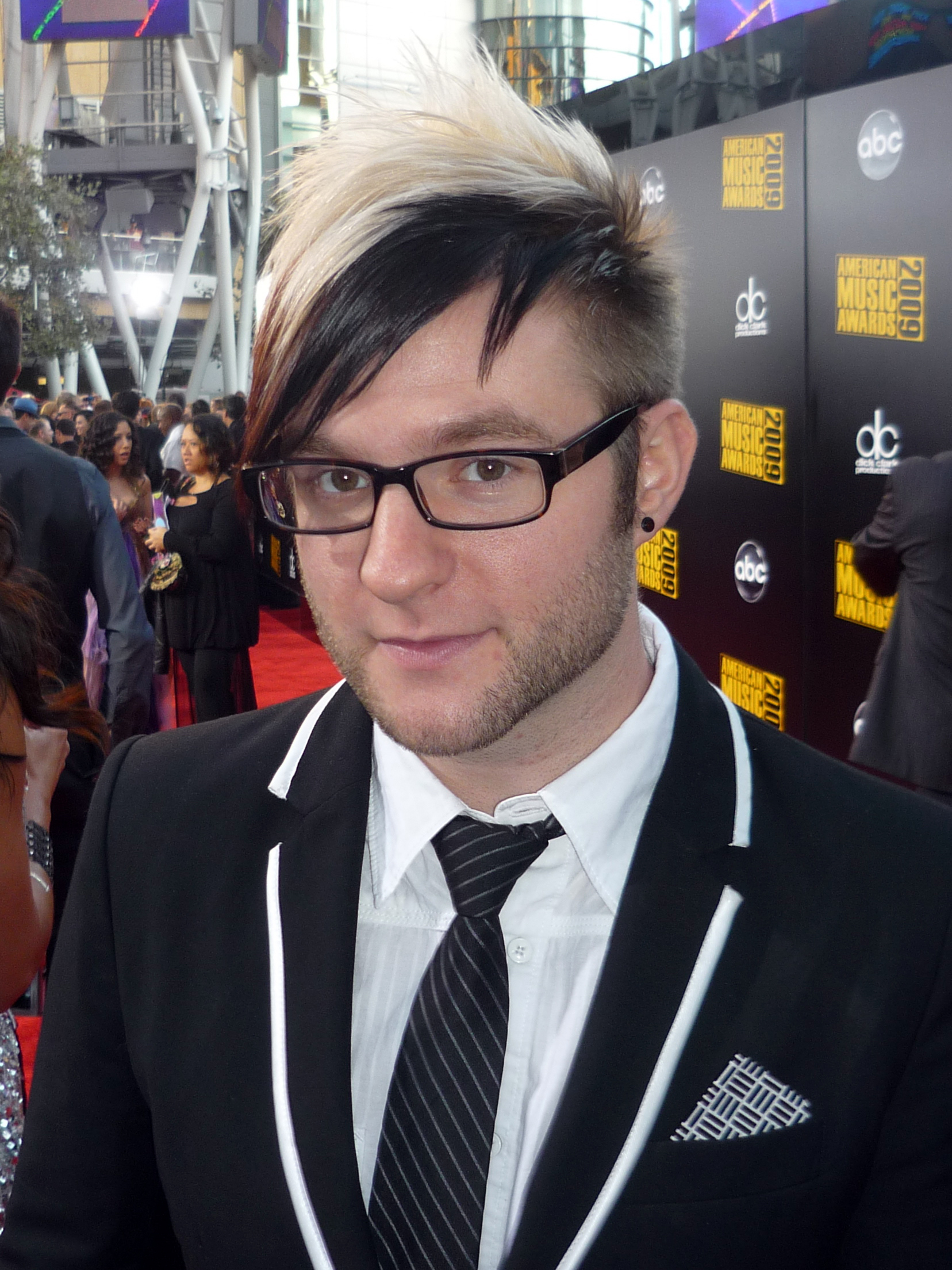
Blake Lewis

Blake Collin Lewis (Redmond, Washington em 21 de julho de 1981), também conhecido como Bshorty, foi o segundo colocado da sexta temporada do American Idol.

## Discografia

### Álbuns
- A.D.D. (Audio Day Dream) (2007)
- Heartbreak On Vinyl (2009)

### EPs
- Blake Lewis - EP (2007)

### Singles
- You Give Love a Bad Name (Blake Lewis - EP)
- Break Anotha (ADD)